# Buey Arriba
Buey Arriba est une ville et une municipalité de Cuba dans la province de Granma.

## Géographie

### Situation
Buey Arriba est dans le sud-est de l'île de Cuba, au pied du versant nord de la Sierra Maestra. Par route elle se trouve à 
771 km au sud-est de La Havane, 
40 km sud-sud-ouest de Bayamo sa capitale de province, 
et 164 km nord-ouest de Santiago de Cuba, la principale ville du sud de l'île,.

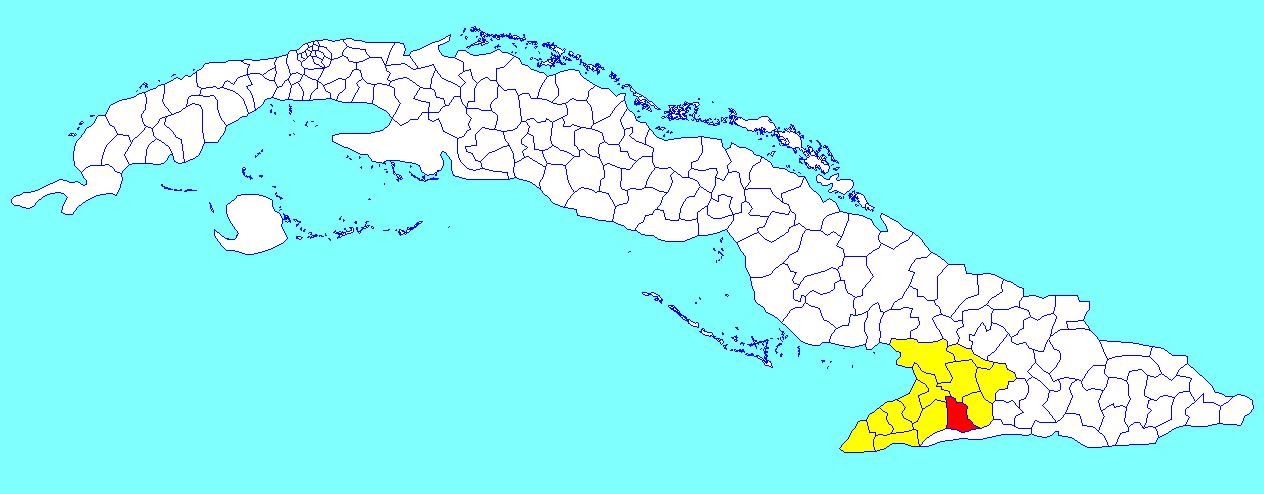
Municipalité de Buey Arriba dans la province de Granma

### Divisions administratives
Buey Arriba a 11 consejos populares :
- Bueycito
- Piñuela
- Nuevo Yao
- San Pablo de Yao
- Amador Liens Cabrera
- San Juan el Cristo
- El Relave
- San Antonio
- Maguaro
- Vega Grande
- Caña Brava
- La Estrella

## Population
En 2022 la population de la municipalité est estimée à 30 573 habitants. Pour une surface de 477,8 km2, la densité est de 63,99 habitants/km².

## Jumelages
- Perinaldo (Italie)